# Biston destrigata
Biston destrigata là một loài bướm đêm trong họ Geometridae.